# Boxberg (Horní Lužice)
Boxberg (hornolužickosrbsky Hamor) je obec v Horní Lužici v německé spolkové zemi Sasko. Nachází se v zemském okrese Zhořelec a má přibližně 4 400 obyvatel.

## Geografie
Boxberg je plošně největší obcí zemského okresu Zhořelec a zároveň plošně největší obec bez statusu města v Sasku. V místní části Boxberg stojí tepelná elektrárna. Jezero Bärwalder See vzniklo zatopením hnědouhelného dolu a je největším jezerem Saska. Obcí prochází železniční trať Węgliniec – Roßlau.

## Historie
Boxberg a většina jeho místních částí byla založena Lužickými Srby ve 13. století. Roku 2007 se Boxberg spojil s Uhystem a počet místních částí tak stoupl na 10. Po připojení Klittenu v roce 2009 se zvětšil počet místních částí na 18.

## Správní členění
Boxberg se dělí na 18 místních částí. Názvy v hornolužické srbštině jsou uvedeny v závorce:
- Bärwalde (Bjerwałd)
- Boxberg (Hamor)
- Drehna (Tranje)
- Dürrbach (Dyrbach)
- Jahmen (Jamno)
- Kaschel (Košla)
- Klein-Oelsa (Wolešnica)
- Klein-Radisch (Radšowk)
- Klitten (Klětno)
- Kringelsdorf (Krynhelecy)
- Mönau (Manjow)
- Nochten (Wochozy)
- Rauden (Rudej)
- Reichwalde (Rychwałd)
- Sprey (Sprjowje)
- Tauer (Turjo)
- Uhyst (Delni Wujězd)
- Zimpel (Cympl)

## Pamětihodnosti
- evangelické kostely v Klittenu, Nochtenu, Reichwalde, Spreyi a Uhystu
- nový zámek v Uhystu

## Osobnosti
- Johann Mentzer (1658–1734) – farář, autir textů k duchovním písním
- Friedrich Gottlob Leonhardi (1757–1814) – hospodář a překladatel
- Jan Arnošt Smoler (1816–1884) – lužickosrbský spisovatel a badatel
- Matej Handrik (1864–1946) – farář, etnograf a jazykovědec
- Bogumił Šwjela (1873–1948) – evangelický kněz, jazykovědec, publicista
- Gottfried Unterdörfer (1921–1992) – lesník a básník
- Heinz Roy (1927–2019) – hudební skladatel
- Hartmut Ulbricht (* 1950) – politik